# Shigu
Shigu (en chino, 石鼓; pinyin, Shígǔ; Wade-Giles, shih ku) es un distrito urbano bajo la administración directa de la Prefectura  Hengyang  en la Provincia de Hunan, República Popular China.  Su área es de 104 km² y su población total para 2010 superó los 230 mil habitantes. 

## Administración
Desde noviembre de 2024, el  Distrito Shigu   se divide en 8 pueblos  administrados  en 7 subdistritos y 1   poblado.

## Toponimia
El topónimo Shigu [/shi-ku/] se compone de los sinogramas Shi (piedra) y Gu (tambor). El distrito debe su nombre a la históricamente conocida "Montaña Shigu" (石鼓山) y a la "Academia Shigu" (石鼓书院) ubicadas dentro de su territorio.
Cuando se reorganizó como distrito, se eligió este nombre en honor al patrimonio cultural de la Academia Shigu, una de las cuatro grandes academias antiguas de China y  a la montaña Shigu, la cual se dice que en el área había una gran roca con forma de tambor, de ahí su nombre.